# Mufti suprême du Kazakhstan

Nauryzbai kazhy Taganuly, actuel suprême mufti kazakh.

Le Mufti suprême du Kazakhstan est le grand chef religieux musulman du pays. Il est le représentant de l’Islam au Kazakhstan.